# Карадёк де Лашалотэ, Луи-Рене
Луи́-Рене́ Карадёк де Лашалотэ или Ла Шалотэ, также Лашалоте́ (фр. Louis-René Caradeuc de La Chalotais; 6 марта 1701 года, Ренн — 12 июля 1785 года, там же) — французский генеральный прокурор бретонского парламента (Ренн), янсенист; ярый враг иезуитов, изгнанию которых содействовал его «Отчёт об иезуитских образованиях» (Compte rendu des constitutions des jésuites, 1761). Один из главных участников парламентской фронды, произошедшей в конце правления Людовике XV.

## Биография
Луи-Рене Карадёк де Лашалотэ родился 6 марта 1701 года в городе Ренн.
Адвокат, затем судья, позже главный прокурор бретонского парламента, прославился своей борьбой против произвола королевских властей, особенно против губернатора Бретани герцога д’Эгийона (Эгильона).
В 1762 году Лашалотэ выступил с требованием роспуска ордена иезуитов. Парламент принял сторону своего прокурора. Но герцог добился ареста и ссылки Лашалотэ (на основе ложного обвинения в замыслах против короля и его министров). В 1774 году, после смерти Людовика XV, Лашалотэ был возвращён из ссылки, восстановлен в правах и назначен пожизненным председателем бретонского парламента.
Луи-Рене Карадёк де Лашалотэ умер 12 июля 1785 года в родном городе.

## Издания
- «Compte rendu des constitutions des jésuites» (1761)
- Издал замечательный для того времени трактат «Очерк национального воспитания, или План образования для молодежи» (Essai d’éducation nationale ou Plan d’études pour la jeunesse, Женева, март 1763; Париж, 1825), заслуживший похвалу Вольтера и переведённый на несколько языков (русское издание «Опыт народнаго воспитания или чертеж наук, в пользу юношества[2]», СПб.., при Имп. Акад. наук, 1770, перевод Гвоздиковского[3]).